# Golob selec
Golob selec (znanstveno ime Ectopistes migratorius) je izumrla vrsta goloba, ki je bila endemična v Severni Ameriki. Domače ime izhaja iz francoske besede za popotnika, zaradi selitvenih navad te vrste. Tudi znanstveno ime se sklicuje na njegovo selitveno naravo. Kot njegovega najbližjega sorodnika so dolgo domnevali morfološko podobnega goloba (Zenaida macroura), in so ju v tistem času zamenjali, vendar je genetska analiza pokazala, da je rod Patagioenas tesneje povezan z njim, kakor Zenaida.
Populacija, ki so jo ocenjevali na več kot milijardo osebkov, in naj bi bila ena največjih zabeleženih populacij ptic, je bila iztrebljena v manj kot stoletju. Golobi so bili namreč poceni in obilen vir mesa, idealen vir proteinov za sužnje in revne. Golob selec je letel v ogromnih jatah in ga je bilo lahko uloviti. Še v 2. polovici dvajsetega stoletja so gnezdile milijonske kolonije, že leta 1907 so opazovali zadnjega v naravi. Zadnji preživeli golob selec je poginil v ujetništvu leta 1914.

## Videz
Ectopistes migratorius je bil relativno velik golob, približno 20 cm dolg, okoli dve tretjini dolžine do zadnjega zagozdenega zoženega repa. Dolžina telesa v povprečju 41 cm pri samcih in 35 cm pri samicah. Teža je znašala približno 255-340 g. Krila so bila priostrena, dolžine 20 cm. Obstajal je spolni dimorfizem. Kljun je bil črn, oko obdano z obarvanim obročem. Noge in stopala so karminsko rdeča.
Pri samcih je bila glava in zgornji del modrikast skrilasto siv s temnimi, okroglimi in naključno porazdeljenimi pikami na večjih zgornjih delih kril in ramenskih peresih. Šarenica je bila svetlo rdeča. Obarvanost spodnjega dela je od centra grla oranžna do burgundsko rdeča in od srede trebuha do repa belkasta. Perje ob strani vratu se spreminja od oranžne do burgundsko rdeče ali modrikasto skrilasto sive do kovinsko vijolične v roza, zlato ali zelenkasto. Krila so črna z bledimi robovi. Osrednji perje je črno, drugo belo.
Samica je bila podobna samcu, vendar na splošno mat barve, zgornja stran rjavkasta in sivkasta. Pike na krilih so  bile izrazitejše, šarenica oranžna do oranžno-rdeča. Mladiči so bili podobni samici, vendar še vedno rjavo sive barve, na prsih, vratu in spredaj na hrbtu svetlo obrobljeno. Peruti so bile rdečkaste, peresa celo močnejše pikasta kot pri samicah. Šarenica je bila rjave barve. 

## Porazdelitev
Golob selec je prišel v Severno Ameriko vzhodno od Skalnega gorovja. Severne meje porazdelitve vzreje so se gibale okoli južno od kanadske province Saskatchewan in Manitoba, potem severni Ontario in srednji Québec do Novega Brunswicka. Na območju Združenih držav Amerike je zahodna meja osrednja Montana preko Južne Dakote, srednja Nebraske, Kansasa, Oklahome in Teksasa do Mehiškega zaliva. Na Floridi je bilo območje le na severu. Vendar pa je bila glavna vzreja zgoščena v območju vzhodnih listnatih gozdov, torej v okolju Velikih jezer, v južnem Ontario in severno od Apalačev. Ogromne kolonije so bile v glavnem v Wisconsinu, Michiganu, Minnesoti, Ohiu, Pensilvaniji, New Yorku in Massachusettsu in seveda Ontariu. Posamične kolonije goloba selca so bile v Missouriju in Oklahomi. V preostalih območjih so gnezdili le v posamezni pari ali manjše skupine. 

## Selitve
Golob selec je letel predvsem v velikih jatah več sto ali tisoč osebkov. Ti so se združili v več primerih v še večje roje, tako da takratni viri pravijo, da je nebo potemnelo in je trajalo dneve. V nekaterih letih so se jate pojavljale očitno redkeje in v manjših enotah. Velike jate so se na širšem področju, včasih razvrstile kilometre daleč. Gostota je bila zelo različna. 
Migracijsko obnašanje vrste je mogoče opisati kot nomadi. Čeprav so prezimili na jugu, so v srednjem območju razširjenosti valili, ali pogosto po parjenju odletele na sever. Kolonije so se oblikovale prednostno na lokacijah, ki so bile bogate z oreški. Pomanjkanje take ponudbe v naslednjem letu je pomenilo opustitev lokacije. Kljub temu so kolonije prihajale več let. Velike jate, ki so nastajale izven obdobja parjenja, so selitev usmerjale po razpoložljivosti hrane ali vremenskih pogojev. Snežni viharji ali debela snežna odeja so lahko povzročili velike selitve na jug. Pod ugodnimi pogoji so jate ostale daleč na severu.
Pojav velikih jat je bil precej nepredvidljiv, vendar ga je pogosto napovedal prihod posameznih ptic ali manjših skupin. Spomladi se je selitev začela po odjugi, ki se začne okrog februarja, vendar se je lahko zavlekla v april. Po drugi strani pa se je migracija po parjenju začela delno že od sredine maja. Jesensko preseljevanje se je začelo v avgustu in pogosto doseglo svoj vrh v septembru. 
Golob selec se je selil le podnevi in večinoma vzdolž geografskih enot, kot so obale in obrežne linije ali grebeni. Višina jate je bila zelo različna. Letele so lahko zelo visoko, govori pa se tudi o priložnostih, ko so ptice letele le 1 meter od tal in so jih pobijali kar s palicami. Hitrost jate je bila precejšnja in je verjetno znašala okoli 100 km / h. 

## Prehrana
Golob selec je bil specializiran na plodove oreščkov, ki so tvorili steber preskrbe s hrano in so omogočali upravljati velike vzrejne kolonije. To so bili predvsem žir, želodi vseh ameriških vrst hrasta in ameriški kostanj. Poletne jagode in sadje je bila glavna hrana. To so borovnice, pa tudi grozdje, češnje, murve (Morus), barvilnica (Phytolacca) in sadje različnih vrst drena. Hrana je bila predvsem zelenjava. Zlasti kot hrana za mladiče so bili uporabljeni tudi deževniki (Lumbricidae) in gosenice. Tudi razno zrnje je sodilo v spekter hrane. Vrsta je bila dobro prilagojen na njihovo glavno hrano. Po zaužitju so ptice pogosto dolgo prebavljale v drevesih. 

## Razmnoževanje
Golob selec je valil predvsem v velikih kolonijah običajno več sto tisoč parov, občasno pa v majhnih skupinah ali posameznih parih. Parjenje, gnezdenje in inkubacija so bili pogosto izvedeni zelo usklajeno. Parjenje se je začelo aprila po vrnitvi iz prezimovališč, zato je lahko trajalo kar nekaj časa, da so vse ptice opravile ta proces. 
Razširjenost kolonije je bila med 50 ha in več tisoč hektarji. Ena največjih kolonij - to je bilo leta 1878 v Michiganu – se je raztezala čez 48-64 km v dolžino in je bila široka 5-10 km. Zajemala je območje 546-676 km². Največja kolonija je bila leta 1871 ko je obsegala približno 2216 kvadratnih kilometrov, dve tretjini južnega Wisconsina in - skupaj z več drugimi kolonijami v sosednji Minnesoti - verjetno celotna populacija.
Okupacija kolonije je ustvarjala oglušujoč spektakel, ki so ga ptice izvajale ob dvorjenju parov povsod v drevesih. Po približno treh dneh se je hrup polegel in vse ptice so gradile gnezda.
Gnezda so bila običajno 4-20 m visoko v drevesih in zelo gosta. Tudi več kot 50 gnezd so našteli na drevesu; v zelo veliki kanadski čugi (Tsuga canadensis) so našteli 317 gnezd. Gnezdo se ni bistveno razlikovalo od drugih golobov in je bilo relativno ravna konstrukcija iz protja, približno 15 cm v premeru in 6 cm visoko. Gradnja je trajala od dva do štiri dni. Jajce je bilo eno, dimenzije povprečno 37,5 x 26,5 mm, izvaljeno en dan po zaključku del, valjenje je trajalo približno 13 dni.
Oba spola sta sodelovala kot inkubator in pri vzreji mladiča. Sprva so mladiče krmili z golobjim mlekom, dokler niso pridobili maščobne zaloge in telesno težo, ki je presegla starše. Po 13 do 15 dneh so odrasle ptice zapustile kolonijo. Mladiči so ostal še en dan v gnezdu in nato odleteli. Po 3-4 nadaljnjih dneh so bili razviti in začeli iskati hrano na gozdnih tleh. Približno teden dni po operitvi so zmanjšali svojo začetno obsežno maščobno zalogo. 

## Človekovo preganjanje
Goloba selca so ljudje lovili in uživali v velikih količinah. Na en sam dan v letu 1855 so prodali 18.000 golobov. Slikar ptic John James Audubon je opisal zakol:
Na bregovih Ohio je mrgolelo moških in fantov, ki so nenehno streljali na nizko leteče ptice ko so prečkale reko ob selitvi. Približno teden dni ali več prebivalstvo ni jedlo drugega kot golobje meso. V tem času je bilo vzdušje naravnost prežeto z značilnim vonjem te hrane.
Še posebej priljubljeno je bilo nežno in zelo mastno meso mladičev. Tudi severnoameriški Indijanci so uporabljali golobjo maščobo kot nadomestek za maslo in slanino. Lov na ptice se je profesionaliziral s tehnološkim napredkom. Novice o gnezdenju ptic so prenašali prek telegrafa in uporabljali različne metode lova. Pogosto so podrli drevesa, kjer so je bilo na stotine gnezda z mladiči.
Tudi po popolnem zmanjšanju v 1880-ih, so vrsto še vedno vztrajno lovili. Poskusi, da bi golobe razmnoževali v ujetništvu niso bili uspešni. Zadnji znani golob selec, imenovan Martha je poginil 1. septembra 1914 v starosti 29 let v živalskem vrtu v Cincinnatiju. Nagačen primer je ohranjen v Smithsonian Institution.
Po svetu je več kot 1000 prepariranih primerkov, samo v Nemčiji več kot 50. Golob selec je tako verjetno v muzejih po vsem svetu najbolj zastopana izumrla vrsta. 